# Rudolf Farner
Rudolf Farner (* 16. Juni 1917 in Zürich; † 10. März 1984 ebenda) war ein einflussreicher Schweizer Werber und studierter Jurist, sowie der Gründer der PR-Agentur Farner. Als Pionier der organisierten, kommerziellen Öffentlichkeitsarbeit und Interessenvertretung in der Schweiz beeinflusste er die politische Meinungsbildung im Sinne des Antikommunismus und Wirtschaftsliberalismus, und prägte die Nachkriegsjahre in der Schweiz wesentlich mit.

## Jugend und Ausbildung
Aufgewachsen in Horgen am Zürichsee als Sohn eines Anwalts, engagierte sich Farner als Pfadfinder (unter dem Fahrtennamen «Fänsch») und studierte er 1936–43 Recht an der Universität Zürich. Er machte im Aktivdienst während des Zweiten Weltkriegs als Infanterist militärisch Karriere und schloss das Studium anschliessend 1946 mit dem Doktortitel ab.
Danach versuchte er sich kurz als Journalist bei der Weltwoche und der Frauenzeitschrift Annabelle, bevor er sich zum Schritt in die Werbung entschloss, getrieben von der Überzeugung, sie würde auch in der Schweiz ein bedeutender wirtschaftlicher und politischer Faktor werden. Von 1948 bis 1949 liess er sich in den USA in Marketing, Verkauf und Werbung ausbilden und war bei der führenden Werbeagentur Foote, Cone & Belding beschäftigt. Dort erarbeitete er unter anderem eine Werbekampagne für die Schweizer Uhrenindustrie, deren Ruf unter den Verstrickungen zwischen der Schweiz und Nazideutschland gelitten hatte, und vertrieb erfolgreich deutsche Gartenzwerge in den USA.

## Werbe- und PR-Unternehmer in Zürich
1950 kehrte Farner in die Schweiz zurück und gründete die Dr. Rudolf Farner Werbeagentur AG, die zu einer der grössten Werbeagenturen Europas wurde. 1951 gründete er überdies das «Pressebüro Dr. Rudolf Farner», das 1961 zur «Dr. Rudolf Farner Public Relations Agentur» wurde.  1973 verband er seine Unternehmen in der Intermarco-Farner Gruppe (heute Teil des Publicis-Konzerns).
1980–84 war Farner Präsident der Wirtschaftsverbände Schweizer Werbewirtschaft und Schweizer Werberat. Als erster und bisher einziger Schweizer ernannte ihn die internationale Werbeindustrie 1963 zum «Werbefachmann des Jahres».

### Pionier der US-Werbemethoden
Farners Werbeagentur orientierte sich an der Organisation der grossen US-Werbeagenturen, und mit ihr führte Farner US-Werbemethoden in der Schweiz ein. Als erster Schweizer Werber wendete er für seine Kampagnen wissenschaftliche Methoden der Soziologie, Psychologie und Marktforschung an.
Der Durchbruch als Werber gelang Farner mit seiner Kampagne für Coca-Cola. Der Softdrink war in den 1950ern in der Schweiz verpönt, ja verhasst: wer ihn trank, riskierte Beschimpfungen. Laut Farners Befragungen wurde das Getränk mit dem US-Wirtschaftsimperialismus und mit «arbeitsscheuen, charakterschwachen Swingbrüdern» in Verbindung gebracht. Um das zu ändern, lancierte Farner eine aufwändige, mehrjährige Kampagne, die unter anderem Hintergrundberichte in Medien, Degustationen, Fabrikbesuche und Wettbewerbe umfasste. Vor allem gelang es ihm, mit dem Slogan «Pause – trink Coca-Cola» das Getränk mit dem Konzept von Arbeitspausen zu assoziieren. Dank Farners Werbung wurde Coca-Cola zum Verkaufserfolg und zum Symbol des american way of life.
Diesem Auftrag folgten bald weitere Grossaufträge führender internationaler Marken wie Henkel, Nestlé, Philip Morris, Barbie und Mitsubishi. Den Aufschwung der Nachkriegsjahre nutzend, expandierte Farners Agentur nach Deutschland, Belgien, Holland, Italien und Österreich. Für viele Schweizer Werber begann die Karriere bei Farner, der seinen Mitarbeitenden gegenüber äusserst fordernd und disziplinbewusst auftrat, aber auch Talente förderte.

### PR für die «freie Marktwirtschaft» und die Armee

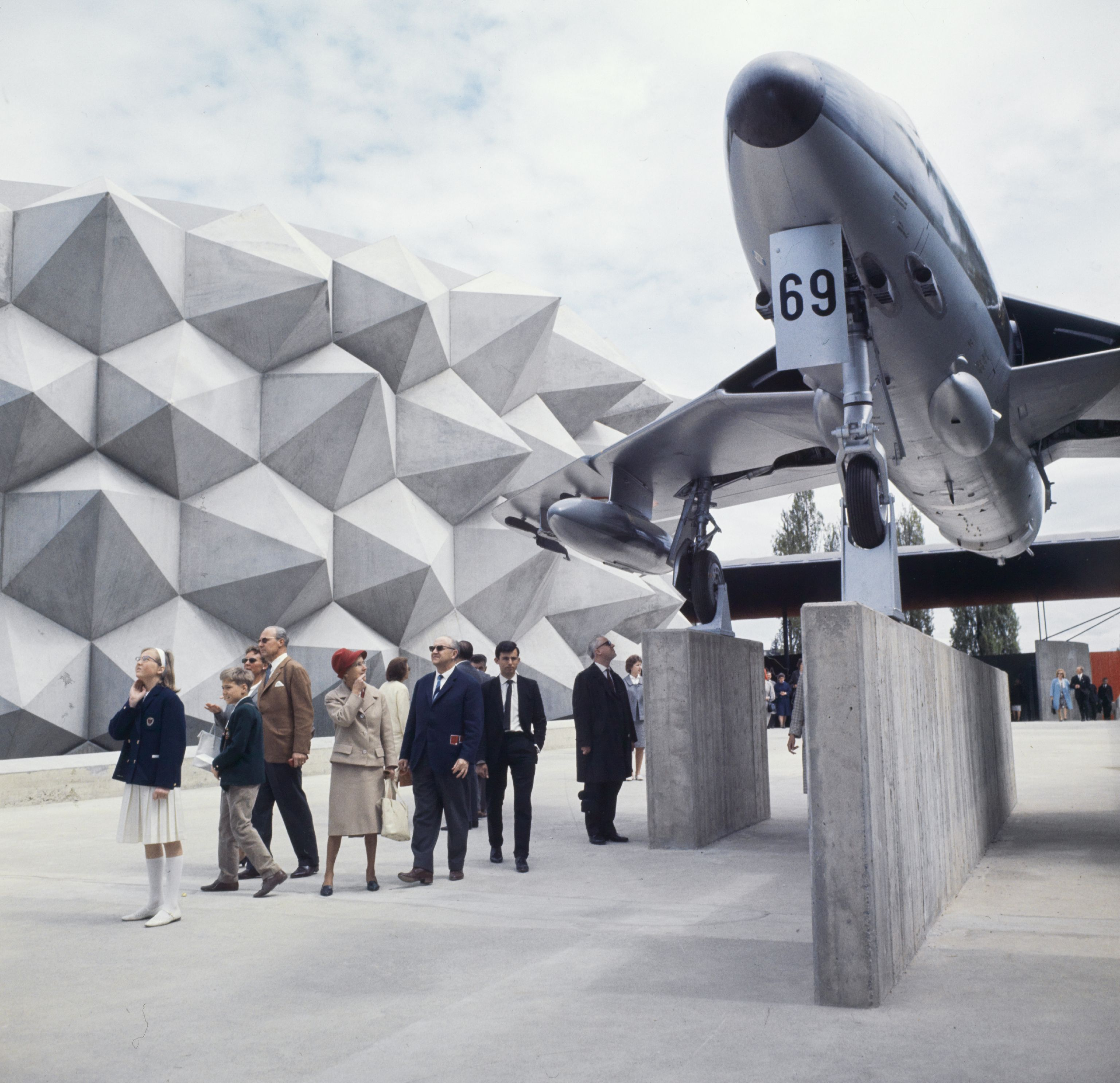
Carl Fingerhuths Armeepavillon an der Expo 64, inszeniert von Rudolf Farner

Kontroverser war die Tätigkeit von Farners Public-Relations-Agentur, die sich konsequent in den Dienst der Grossunternehmen und des Wirtschaftsliberalismus stellte. Von Farners Selbstbewusstsein und seinem politischen Gestaltungswillen zeugt das ihm häufig (aber wohl falsch) zugeschriebene Zitat: «Mit einer Million mache ich aus jedem Kartoffelsack einen Bundesrat».
Farners erster PR-Erfolg war der «Stumpenkrieg» von 1952, die Abstimmung über die Aufhebung von Einfuhrbeschränkungen für Tabak. Seine unzimperlichen Methoden – Einflussnahme auf Journalisten, bezahlte Leserbriefe, Gratiszigarren – wurden selbst von Werberkollegen als Bestechung, Täuschung und Tarnung kritisiert, und von der NZZ als «in übler Weise beeinflussende Stimmungsmache».
«Wer zahlt, wird bedient», war Farners Motto, wobei für ihn Geschäftspolitik auch Gesinnungspolitik war: Für linke Anliegen warb er nie. Demgegenüber nahm er Mandate des Schahs von Persien und der argentinischen Militärjunta an. Mediale Kritik an seinen Kunden oder Kampagnen konnte Farner oft mit der Androhung von Werbeboykotten unterdrücken.
Stark wahrgenommen wurde Farners PR für die Schweizer Armee, in deren Sold er seit der Mitte der 1950er Jahre stand – nicht nur als Werber, sondern auch als Oberst im Generalstab, wobei ihm das militärische Netzwerk auch geschäftlich sehr von Nutzen war. Sein Mitarbeiter Gustav Däniker etwa brachte es zum Divisionär und Chefstrategen der Armee. Gemeinsam setzten sich Däniker und Farner für die Atombewaffnung der Schweiz ein und gründeten für ihre Kampagnen Tarnorganisationen wie den antikommunistischen «Verein zur Förderung des Wehrwillens und der Wehrwissenschaft». Farners Werbefeldzüge für die Aufrüstung der Schweiz kulminierten im Armeepavillon an der Expo 64, einem igelförmigen Betonbunker, in dessen Inneren Farner den Oscar-nominierten Armeepropagandafilm Wehrhafte Schweiz abspielen liess.

### Kalter Krieger gegen die «Achtundsechziger»
Auf Kriegsfuss stand Farner mit der politischen Linken in der Schweiz, und sie mit ihm. «Seine undurchsichtige Arbeit für die Mächtigen und das Militär, sein Reichtum, seine Arroganz, seine Verachtung» aller Linken, so der Historiker und Journalist Marc Tribelhorn, machten ihn zu ihrem Feindbild. Im Schwarzbuch Die unheimlichen Patrioten von Jürg Frischknecht und anderen (1970) nimmt Farner viel Raum ein.
Seinerseits setzte sich Farner mit wenig Zurückhaltung für rechte Anliegen ein. Die von ihm mit gegründeten Organisationen wie die «Aktion Freiheit und Verantwortung» verteidigten etwa mit grossen Inseraten den «Subversivenjäger» Ernst Cincera, griffen während der Zürcher Jugendunruhen 1980 die Demonstranten als von «moskowitischen Geheimfonds» finanzierte «potentielle Mörder» an, oder attackierten unliebsame Politiker und Lehrer als Marxisten. Unwissentlich leistete Farner aber dem Weltkommunismus selbst Vorschub, indem seine Agentur kurz die DDR-Spionin Gisela Wolf als Praktikantin anstellte, welche bei der Agentur Zugriff auf Unterlagen der Armee und der Rüstungsindustrie gewinnen wollte.
Ein literarisches Denkmal setzte Farner sein früherer Mitarbeiter, der Schriftsteller Walter Matthias Diggelmann. Der Protagonist seines Romans Das Verhör des Harry Wind ist Farner nachempfunden.

## Privatleben
Farner heiratete zweimal: 1944 die Bratschistin Elisabeth Schuler, und 1973 Lilian Plocher. In der Zürcher Zunft zur Schiffleuten war er Zunftmeister, und liess seine Reden in dieser Funktion in zwei Bänden drucken.
Er führte ein aufwändiges und für Schweizer Verhältnisse protziges Privatleben mit grossen Autos und Villen. Seine runden Geburtstage feierte er pompös in der Öffentlichkeit, etwa im Grand Hotel Dolder oder auf dem Zürichsee samt Überflug einer Luftwaffenstaffel.
Selbst Farners Tod 1984 an Magenkrebs wurde zum gut orchestrierten Medienereignis: Drei Seiten in der NZZ nahmen die 17 Todesanzeigen ein, die seine Verdienste rühmten. Während das versammelte Schweizer Establishment dem Verstorbenen im übervollen Fraumünster die Ehre erwies, gedachte der linke Journalist Niklaus Meienberg seiner in einem ätzenden Nachruf auf den «grössten Haifisch im Aquarium der schweizerischen Werbemonstren».